# 50e bataillon de chasseurs à pied
Le 50e bataillon de chasseurs à pied (50e BCP) est une unité dissoute d'infanterie légère de l'Armée de terre française.

## Création et unités
- 2 août 1914 : formation du 50e bataillon de chasseurs à pied à Saint-Dié, encadré par des officiers actifs du 10e bataillon de chasseurs à pied et sous le commandement du capitaine Chappuis.
- 3 au 8 août 1914 : arrivée des réservistes et constitution à Langres, principalement d'hommes de la Seine, des Vosges et du Cher.
- 14 août 1914 : avec le 43e bataillon et le 71e bataillon ils forment le 16e groupe de chasseurs à pied (GBCP) et intègre le 13e corps d'armée.
- 14 août 1914 : rattaché à la 25e division d'infanterie.
- 10 septembre 1914 : rattaché à la 71e division d'infanterie de réserve dans la 141e brigade.
- 8 octobre 1914 : intégré à la 74e division d'infanterie dans la 148e brigade puis à la 147e brigade (à partir de juin 1915). En mars 1916, le 43e BCP quitte la division. En janvier 1918, le 66e BCP intègre le groupement.
- 11 juin 1918 : dissolution du 16e groupe de chasseurs à pied (GBCP), le bataillon est versé dans la 43e division d'infanterie.
- 15 juin 1918 : le bataillon est dissous à Somme -Yèvre, sous la signature du capitaine Feix chargé des opérations de dissolution.

## Composition
À sa création le bataillon est composé de 4 compagnies (la 7e, la 8e, la 8e et la 10e) de 250 hommes chacune. Le bataillon compte 1107 hommes au total. Par la suite un peloton de mitrailleuses de 70 hommes rejoindra le bataillon.

## Chefs de corps
- 1914 : Capitaine Chappuis.
- 30 juin 1915 : Commandant Imbert.
- 17 avril 1918 : Commandant Baille.
- 29 avril 1918 : Capitaine Charles Feix

## Historique des combats et batailles

### Première Guerre mondiale

#### 1914
- Août et septembre : bataille de Sarrebourg et bataille de Lorraine. Secteurs Niederhoff, Saint-Quirin et Nitting lors des offensives puis retraite à Harbouey, Domptail et Roville-aux-Chênes, c'est le passage qui mène à la trouée de Charmes.

- Septembre et octobre : le bataillon repasse la Meurthe à Glonville puis avance jusqu'à la Vezouze-Manonviller.
- Octobre et novembre : secteur Vaucourt, Xousse et Emberménil. Dans ce dernier village, le non-signalement de la présence de troupes françaises causa la mort de deux civils, fusillés par les Allemands.
- Décembre : Croismare (5 tranchées) et Emberménil.

#### 1915
- Janvier à mai : forêt de Parroy, Emberménil, Valhey, Vého et Reillon.
- 23 mai : visite du Président de la République, Raymond Poincaré, à Marainviller.
- 24 mai : sur ordre de manifester sa joie pour fêter l'entrée en guerre de l'Italie aux côtés des Alliés, le bataillon fait sonner les cloches de Marainviller à 13 h, 17 h et 19 h.

#### 1916
- Janvier : instruction au camp de Saffais (Vigneulles).
- Février : secteur Chenicourt, Létricourt et bois des Trappes.
- Mars à mai : forêt de Facq, Morville-sur-Seille et Port-sur-Seille.
- Juin à août : Létricourt, Chenicourt (bois d'Aulnoye).
- Août : entrainement au camp de Saffais (la Rosières-aux-Salines et Lorey).
- Septembre : Ligny-en-Barrois, camp d'Haudainville et le 16 montée en secteur de Verdun (ouvrage Rond - Fleury-devant-Douaumont), puis combats de la Vaux-Régnier.
- Octobre : entrainement à Condé-en-Barrois. Et du 23 au 29 octobre, le bataillon participe à la 1re offensive devant Verdun et à la reprise du fort de Vaux.
- Novembre : secteur au bois des Chevaliers (fort de Troyon).

#### 1917
- Janvier : Ambly.
- Février et mars : secteur Verdun, bataille du bois des Caurières (perte de près de la moitié de l'effectif du bataillon).
- Avril : Champagne (la Main de Massiges, Ville-sur-Tourbe et le bois d'Auzy).
- Juin à décembre : Berry-au-Bac, cote 108 et Sapigneul (bataille du Chemin des Dames).

#### 1918
- Janvier à mai : Sapigneul et cote 108.
- 22 mai : repos au camp de Venizel.
- 26 au 28 mai : secteur Venizel et fort de Condé. Le bataillon est alerté le 27 mai d'une grande offensive Allemande (batailles de l'Aisne 1918 et de la Marne 1918). Déployé aux carrières de Sainte-Marguerite, le bataillon bat en retraite, c'est la débâcle, les communications ne parviennent pas aux compagnies isolées. Il faut traverser l'Aisne pour échapper aux allemands, mais le pont de Missy-sur-Aisne est en grande partie détruit, seulement la moitié de la 9e compagnie réussit à passer. Le bataillon se dirige vers le pont de Venizel, appuyé par la moitié de la 9e qui a pu traverser et les mitrailleuses du bataillon. Mais à 18h ce pont saute, coupant une partie du bataillon de son dernier moyen de salut. Les rescapés reculent jusqu'à la montagne de Paris (Soissons) puis à Chaudun. Le bataillon aura perdu 10 officiers et prêt de 400 soldats ce jour-là. Quelques-uns morts, mais la plupart portés disparus. Quelques mois plus tard, l'information parviendra d'en fait, une grande partie de ces hommes avait été fait prisonniers et rentreront chez eux en janvier 1919, les officiers étaient internés au camp allemand d'Helmstedt.

## Pertes du bataillon
- 434 officiers, sous-officiers, caporaux et chasseurs ont été tués durant la Première Guerre mondiale (respectivement 5, 29, 40 et 360 soldats).

## Personnalités ayant servi au50eBCP
Le lieutenant Auguste Champetier de Ribes, futur homme d'État français. Il sera blessé lors de la reprise du fort de Vaux.

## Sources et bibliographie
- Historique du 50e bataillon de chasseurs à pied : campagne 1914-1918, Remiremont, 1920, Imprimerie Henri Haut, lire en ligne sur Gallica.
- Journaux des marches et des opérations du 50e BCP sur la base d'archives Mémoire des hommes :
  - JMO 2 août 1914-25 décembre 1914 (26 N 828/12) (lire en ligne).
  - JMO 25 décembre 1914-10 mai 1915 (26 N 828/13) (lire en ligne).
  - JMO 11 mai-17 août 1915 (26 N 828/14) (lire en ligne).
  - JMO 18 août 1915-2 septembre 1916 (26 N 828/15) (lire en ligne).
  - JMO 3 septembre-31 décembre 1916 (26 N 828/16) (lire en ligne).
  - JMO 1er janvier-31 décembre 1917 (26 N 828/17) (lire en ligne).
  - JMO 1er janvier-16 juin 1918 (26 N 828/18) (lire en ligne).
- Les armées française dans la Grande guerre, Tome X Vol.2, Paris, 1924, Imprimerie Nationale, lire en ligne sur Gallica.